# Enon
Enon byla alternativní rocková hudební skupina založená v roce 1999 v New Yorku. Skupinu založil John Schmersal po rozpadu kapely Brainiac, spolu se dvěma členy kapely Skeleton Key, Rickem Leem (klávesy) a Stevem Calhoonem (bicí). Po Calhoonově odchodu jej vystřídal Matt Schulz, spolu s ním se ke kapele přidala baskytaristka a zpěvačka Toko Yasuda. Lee kapelu po několika letech rovněž opustil, čímž vznikla klasická, tříčlenná sestava Schmersal–Schulz–Yasuda. Schmersal v roce 2011 v rozhovoru oznámil, že skupina ukončila svou činnost. Několikrát vystupovali v Česku.

## Členové skupiny
- John Schmersal
- Toko Yasuda
- Steve Calhoon
- Rick Lee
- Matt Schultz

## Diskografie

### Studiová alba
- 1998: Long Play
- 1999: Believo!
- 2002: High Society
- 2003: Hocus Pocus
- 2004: Onhold
- 2005: Lost Marbles and Exploded Evidence (kompilační album + DVD set)
- 2007: Grass Geysers…Carbon Clouds

### Singly
- 1998: "Fly South"
- 1999: "Motor Cross"
- 2001: "Listen (While You Talk)"
- 2001: "Marbles Explode"
- 2001: "The Nightmare Of Atomic Men"
- 2002: Enon [Self-Titled]
- 2002: "Drowning Appointment"
- 2003: "In This City"
- 2003: "Evidence"
- 2003: "Because Of You"
- 2003: "Starcastic"
- 2008: "Little Ghost / Swab The Deck"